# 星由里子
星由里子（本名「清水由里子」，1943年12月6日—2018年5月16日），日本的電影演員。

## 生平
從精華學園女子高等學校畢業之後從事演藝事業，大吉永小百合一歲，1958年加入東寶，常被成瀨巳喜男、福田純、岡本喜八等多部片演出，也和男星加山雄三參與「若大將系列」的拍攝，另外1964年「摩斯拉對哥吉拉」和1965年的「三大怪獸 地球最大決戰」等怪獸片導演本多豬四郎作品演出。1969年與横井英樹的長男横井邦彦結婚，但因個性不合只維持了80多天的婚姻，1975年和從事編劇的花登筐再婚，但花登筐於1983年去世，1990年以47歲高齡三度結婚，第三任丈夫清水正宏（Masahiro Shimizu）是廣告公司負責人，結婚後搬到了京都。
或許出於年輕時的婚姻不順利，三次婚姻中未曾誕下子嗣。2018年5月16日因肺癌病逝。

## 電影作品
- 男對男（1960年）
- 大阪城物語（1961年）
- 世界大戰爭（1961年）
- 大學時期的若大將（1961年）
- 銀座的若大將（1962年）
- 日本一若大將（1962年）
- 忠臣藏（1962年）
- 太平洋之翼（1963年）
- 戰國野郎（1963年）
- 夏威夷的若大將（1963年）
- 五十萬人的遺產（1963年）
- 今日我們在天空（1964年）
- 摩斯拉對哥吉拉（1964年）
- 三大怪獸 地球最大決戰（1964年）
- 大海的若大將（1965年）
- 電的若大將（1965年）
- 阿爾卑斯山的若大將（1966年）
- 佐佐木小次郎（1967年）
- 讓我們開始吧！若大將（1967年）
- 南太平洋的若大將（1967年）
- 走吧!走吧!若大將（1967年）
- 里約熱內盧的若大將（1968年）
- 斬（1968年）
- 哥吉拉×美加基拉斯 G消滅作戰（2000年）
- 貓咪知道但是貓咪不說（2019年）

## 電視作品
- 篤姬（2008年）